# Da'el
Da'el is een stad in Syrië in het gouvernement Daraa, gelegen aan de oude weg tussen Daraa en Damascus. Bij de volkstelling van 2004 telde Da'el 29408 inwoners, met 43691 inwoners in nahiyah (sub-gouvernement) Da'el, dat ook Abtaa omvat. De meerderheid van de bevolking is Soennitisch.